# Campionati europei di atletica leggera indoor 2021 - Getto del peso maschile
La gara di getto del peso maschile ai campionati europei di atletica leggera indoor di Toruń 2021 si è svolta il 5 marzo 2021 presso l'Arena Toruń.

## Podio
| Pos.    | Atleta           | Nazionalità |
| ------- | ---------------- | ----------- |
| Oro     | Tomáš Staněk     | Rep. Ceca   |
| Argento | Michał Haratyk   | Polonia     |
| Bronzo  | Filip Mihaljević | Croazia     |

## Record
| Record                | Record         | Record  | Record                    | Record           |
| --------------------- | -------------- | ------- | ------------------------- | ---------------- |
| Record mondiale       | Randy Barnes   | 22,66 m | Los Angeles, Stati Uniti  | 20 gennaio 1989  |
| Record europeo        | Ulf Timmermann | 22,19 m | Senftenberg, Germania Est | 11 febbraio 1989 |
| Record dei campionati | Ulf Timmermann | 22,19 m | Liévin, Francia           | 21 febbraio 1987 |

## Programma
| Data         | Ora   | Turno          |
| ------------ | ----- | -------------- |
| 5 marzo 2021 | 11:18 | Qualificazione |
| 5 marzo 2021 | 20:35 | Finale         |

## Risultati

### Qualificazione
Qualificazione: gli atleti che raggiungono la misura di 21,00 m (Q) o i migliori 8 (q) avanzano alla finale
| Posizione | Atleta            | Nazionalità          | #1    | #2    | #3    | Risultato | Note |
| --------- | ----------------- | -------------------- | ----- | ----- | ----- | --------- | ---- |
| 1         | Francisco Belo    | Portogallo           | 18,62 | 20,17 | 21,04 | 21,04     | Q    |
| 2         | Michał Haratyk    | Polonia              | 20,64 | 21,02 |       | 21,02     | Q    |
| 3         | Tomáš Staněk      | Rep. Ceca            | 20,97 | –     | r     | 20,97     | q    |
| 4         | Wictor Petersson  | Svezia               | 19,72 | 20,00 | 20,60 | 20,60     | q    |
| 5         | Filip Mihaljević  | Croazia              | 20,40 | x     | r     | 20,40     | q    |
| 6         | Mesud Pezer       | Bosnia ed Erzegovina | 19,99 | 20,30 | x     | 20,30     | q    |
| 7         | Armin Sinančević  | Serbia               | 19,93 | 20,11 | 20,29 | 20,29     | q    |
| 8         | Marcus Thomsen    | Norvegia             | 20,13 | 20,07 | 20,27 | 20,27     | q    |
| 9         | Bob Bertemes      | Lussemburgo          | 19,70 | 20,16 | 19,96 | 20,16     |      |
| 10        | Jakub Szyszkowski | Polonia              | 19,74 | 19,75 | 20,12 | 20,12     |      |
| 11        | Leonardo Fabbri   | Italia               | x     | 19,96 | 19,77 | 19,96     |      |
| 12        | Dzmitriy Karpuk   | Bielorussia          | x     | 18,83 | 19,40 | 19,40     |      |
| 13        | Giorgi Mujaridze  | Georgia              | x     | 19,22 | 19,18 | 19,22     |      |

### Finale
| Posizione | Atleta           | Nazionalità          | #1    | #2    | #3    | #4    | #5    | #6    | Risultato | Note                                     |
| --------- | ---------------- | -------------------- | ----- | ----- | ----- | ----- | ----- | ----- | --------- | ---------------------------------------- |
| Oro       | Tomáš Staněk     | Rep. Ceca            | x     | 20,36 | 21,24 | x     | 21,62 | –     | 21,62     | Miglior prestazione personale stagionale |
| Argento   | Michał Haratyk   | Polonia              | 20,89 | x     | 21,33 | 21,14 | 21,47 | 21,21 | 21,47     |                                          |
| Bronzo    | Filip Mihaljević | Croazia              | 20,64 | 21,17 | 21,31 | x     | 21,27 | x     | 21,31     |                                          |
| 4         | Francisco Belo   | Portogallo           | x     | 21,28 | 20,96 | 20,82 | x     | x     | 21,28     | Record nazionale                         |
| 5         | Wictor Petersson | Svezia               | 20,52 | x     | x     | 20,75 | 20,13 | x     | 20,75     |                                          |
| 6         | Armin Sinančević | Serbia               | x     | x     | 20,74 | x     | x     | x     | 20,74     |                                          |
| 7         | Marcus Thomsen   | Norvegia             | 19,74 | 20,25 | 20,28 | 20,16 | x     | 20,19 | 20,28     |                                          |
| 8         | Mesud Pezer      | Bosnia ed Erzegovina | 19,77 | x     | x     | x     | x     | x     | 19,77     |                                          |